# Atolón de Alphonse
El atolón de Alphonse es uno de los dos atolones de las islas Alphonse, del cual también hace parte el atolón San Francisco, ambos en las Islas Exteriores de Seychelles.

## Geografía
Alfonso se suele incluir como integrante de las islas Amirante, pero se encuentra 87 kilómetros al sur del banco principal, del que está separada por aguas profundas. Alfonso se encuentra a sólo tres kilómetros al norte del atolón de San Francisco. El atolón tiene una sola isla, la isla Alfonso, con una población de menos de 300 personas.
El área de la isla es de 1.74 km ², mientras que la superficie total del atolón, con más de 3 km de diámetro, es de unos 8 km ² incluyendo la zona plana, su arrecife y la laguna.

## Historia
Después de 1562 la totalidad de las islas de Alfonso (Alfonso, San Francisco y Bijoutier) se denominaron colectivamente en las cartas portuguesas como San Francisco. Chevalier Alphonse de Pontevez, al mando de la fragata francesa Le Lys las visitó el 27 de junio de 1730 y dio a las islas a su propio nombre. Al día siguiente visitó y nombró la isla vecina de San Francisco posiblemente siguiendo el antiguo nombre portugués para el grupo. Un pequeño hotel ha sido construido en la isla de Alfonso especializada en la pesca con mosca.

## Naturaleza
En la isla es frecuente encontrar a la pardela del Pacífico y la estrilda astrild, a pesar de la presencia de ratas y gatos.  El aislamiento de Alfonso actúa como un imán para las aves migratorias.
La conservación de la isla y su vecina está gestionado la sociedad de conservación de la isla.

## Transportes
La isla norte dispone de un pequeño aeropuerto.